# 都城市立祝吉小学校
都城市立祝吉小学校（みやこのじょうしりつ いわよししょうがっこう）は、宮崎県都城市祝吉三丁目にある公立の小学校。

## 概要
歴史
1876年（明治9年）に「祝吉人民共立小学校」として創立。現校名となったのは1947年（昭和22年）。2026年（令和8年）には創立150周年を迎える。
校章
1955年（昭和30年）制定。中央に校名の頭文字である「祝」（実際にはのぎへんが「示」になっている）の文字を配している。
校歌
1955年（昭和30年）制定。作詞は松山文二、作曲は海老原直による。歌詞は4番まであり、1番の歌詞中に校名の「祝吉」が登場する。
通学区域
都城市のうち、「早水町、立野町、郡元町、郡元一～四丁目、神之山町、祝吉一～三丁目、千町、年見町、栄町（一部）」。
中学校区は都城市立祝吉中学校。

## 沿革
- 1876年（明治9年）10月  - 川東・郡元戸長役場の北隣（原村小字祝吉）に村落学校として「祝吉人民共立小学校」が創立。
- 1877年（明治10年）4月 - 西南の役のため、校舎が救護所などに転用され、休校を余儀なくされる。
- 1886年（明治19年）- 小学校令施行により、簡易科（3年制）を設置の上、「簡易祝吉小学校」に改称。
- 1889年（明治22年）5月1日 - 町村制の施行により、北諸県郡4村（高木、金田、川東、郡元）が合併の上、「沖水村」が発足。
- 1890年（明治23年）- 尋常科（4年制）を設置の上、「尋常祝吉小学校」に改称。
- 1892年（明治25年）4月 - 「祝吉尋常小学校」に改称。4月23日を開校記念日に制定。校舎を増築。
- 1907年（明治40年）9月 - 現在地（旧・原村5558番地）に移転を完了。
- 1908年（明治41年）4月 - 改正小学校令により、尋常科（義務教育年限）が4年制から6年制に改められる。尋常科5年を新設。
- 1909年（明治42年）4月 - 尋常科6年を新設。
- 1911年（昭和44年）3月 - 校地を拡張。
- 1912年（大正元年）9月 - 校地を拡張。
- 1923年（大正12年）4月 - 高等科を併置の上、「祝吉尋常高等小学校」に改称。
- 1926年（大正15年）10月 - 校地を拡張の上、校舎を増築。
- 1928年（昭和3年）9月 - 普通教室および特別教室を増築。
- 1929年（昭和4年）3月 - 教育後援会が発足。
- 1933年（昭和8年）7月 - 校地を拡張の上、校舎を改築。
- 1934年（昭和9年）12月 - 校地を拡張。
- 1936年（昭和11年）
  - 5月20日 - 沖水村が都城市に合併。
  - 8月 - 細山田廣秀の財源により、「財団法人細山田奨学会」が発足。
- 1941年（昭和16年）4月1日 - 国民学校令施行により、「都城市祝吉国民学校」に改称。尋常科を初等科に改める。
- 1945年（昭和20年）6月 - 空襲のため、校舎が罹災。
- 1947年（昭和22年）- 学制改革が行われる（六・三制の実施）。
  - 4月1日 - 国民学校初等科は、新制小学校「都城市立祝吉小学校」（現校名）に改組・改称。
  - 5月8日 - 国民学校高等科は、青年学校普通科とともに、新制中学校「都城市立祝吉中学校」に改組・改称。
- 1948年（昭和23年）4月 - 従来の保護者会を解散し、父母と先生の会を結成。
- 1950年（昭和25年）2月 - 3教室を増築。第3号棟校舎を改築。
- 1951年（昭和26年）10月 - 台風により7号棟（2教室）が倒壊。
- 1952年（昭和27年）
  - 4月 - 第3号棟校舎（2教室）が完成。
  - 7月 - 学校図書館を開設。
- 1955年（昭和30年）
  - 4月 - この当時の児童数1742、学級数33、職員数38。
  - 9月 - 校歌・校章を制定。
- 1959年（昭和34年）2月 - 学校図書館を新築。
- 1960年（昭和35年）
  - 4月 - 特殊学級を新設。
  - 7月 - プールが完成。
- 1961年（昭和36年）
  - 1月 - 学校給食を開始。
  - 4月 - 鉄骨造新校舎（10教室）が完成。
- 1963年（昭和38年）4月 - 学級定員が50名となり、児童数1591を35学級（普通34 特殊1）に編制。
- 1964年（昭和39年）12月 - 特殊学級校舎が完成。
- 1967年（昭和42年）3月 - 体育館が完成。細山田廣秀顕彰碑を建立。
- 1968年（昭和43年）12月 - 鉄骨造2階建て新校舎が完成。
- 1973年（昭和48年）5月 - 鉄筋コンクリート造新校舎（10教室）が完成。
- 1974年（昭和49年）7月 - 鉄筋コンクリート造2階建て新校舎および管理棟が完成。
- 1976年（昭和51年）11月 - 創立100周年記念式典を挙行。
- 1977年（昭和52年）3月 - 鉄筋コンクリート造新校舎（4教室など）が完成。
- 1982年（昭和57年）4月1日 - 都城市立川東小学校の新設分離により、389名の児童が転出。
- 1983年（昭和58年）1月31日 - 財団法人細山田奨学会が解散。
- 1990年（平成2年）7月 - クスノキを学校の木に、タイサンボクを学校の花に制定。
- 1991年（平成3年）4月 - プールが完成。
- 1995年（平成7年）1月 - パソコン室が完成。
- 1998年（平成10年）3月 - 新体育館が完成。
- 2000年（平成12年）3月 - 運動場を拡張。
- 2001年（平成13年）7月 - 新校舎建設工事のため、プレハブ校舎が完成し、移転を完了。
- 2002年（平成14年）11月 - 新校舎落成（管理棟・普通教室棟）が完成。
- 2012年（平成24年）3月 - 児童クラブ施設を移転。学級増に伴い、4号棟教室等を改築。
- 2014年（平成26年）
  - 3月 - 仮設校舎（4教室）が完成。
  - 8月 - 管理棟（保健室棟）の耐震工事が完了。
- 2016年（平成28年）9月 - 台風により、ケヤキの木が倒木したため、撤去。

## 交通アクセス
最寄りの鉄道駅
- JR九州 日豊本線・えびの高原線 「都城駅」

最寄りのバス停留所
- 高崎観光バス「国立病院」停留所

最寄りの幹線道路
- 国道269号

## 周辺
- 都城市立祝吉中学校
- 宮崎県立都城農業高等学校
- 都城警察署 祝吉警察官駐在所
- 国立病院機構都城医療センター
- 都城郡元郵便局